# RSV Sanctus Laurentius
R.S.V. Sanctus Laurentius is een studentenvereniging uit Rotterdam. De vereniging is opgericht op 7 december 1914 en is de oudste gemengde studentenvereniging van Rotterdam.

## Karakteristieken
De vereniging is gehuisvest aan de Infirmeriestraat 6-8 in Rotterdam-Kralingen. Meerdere avonden per week kan er in het sociëteitsgebouw ‘Huesca’ geborreld worden. Daarnaast organiseert de vereniging verschillende activiteiten zoals de Eurekaweek voor aankomende studenten en verschillende interne en externe activiteiten rondom de verjaardag van de vereniging. 

## Symboliek
De vereniging hanteert als lijfspreuk "Omnia in luce clarescunt". 

## Verenigingspand

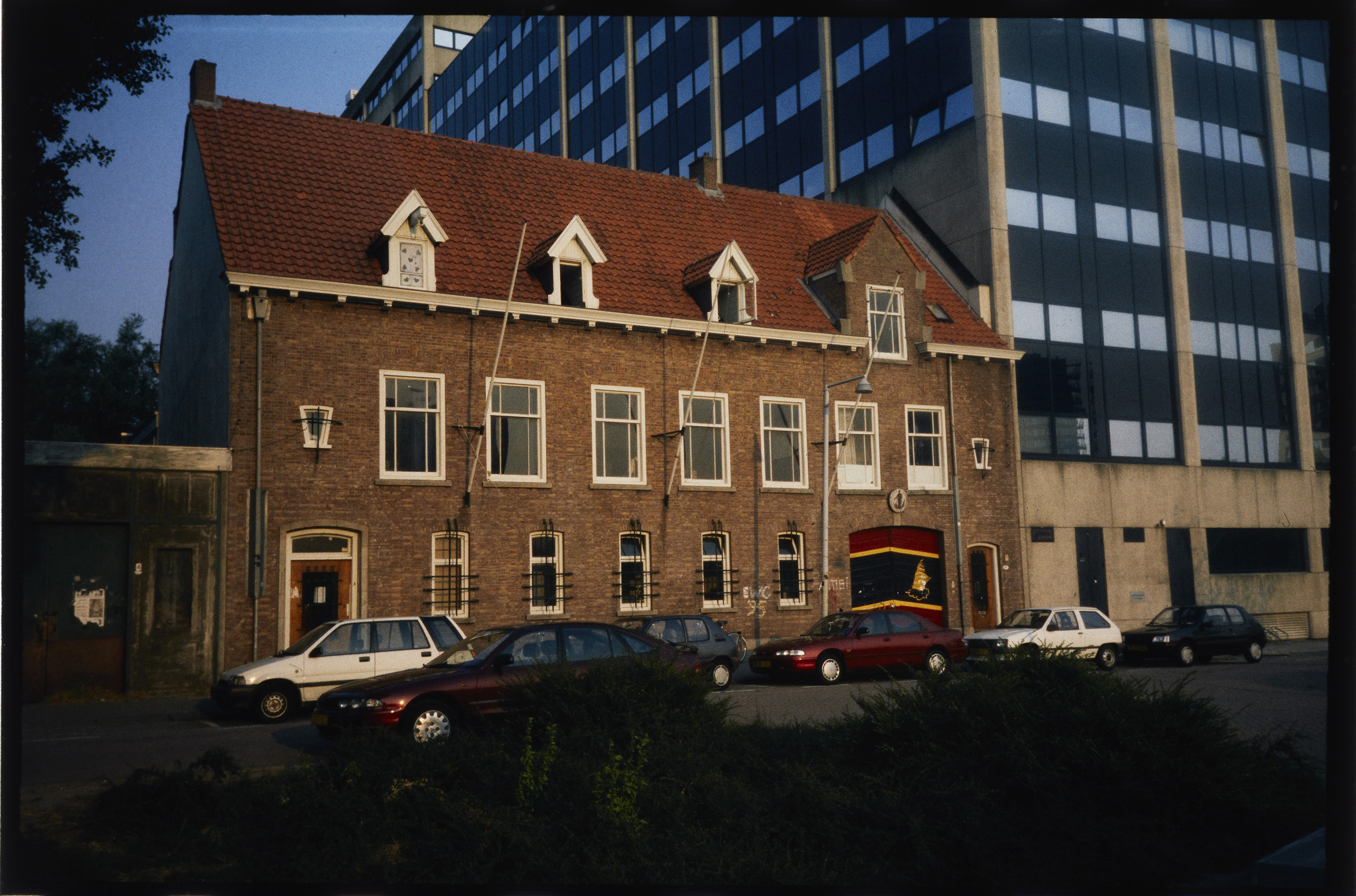
Sociëteitgebouw Huesca in pand aan de Infirmeriestraat 6-8, Rotterdam-Kralingen.

De Rotterdamse Studentenvereniging Sanctus Laurentius huist al jaren in haar sociëteit, Huesca. De sociëteit is vernoemd naar de geboorteplaats van de heilige Laurentius in Noord-Spanje, Huesca.
In 1956 wordt de stichting "Eigen Huis' in het leven geroepen om een vast onderkomen te zoeken voor de vereniging na jaren lang verscheidene panden te hebben gedeeld met andere studentenverenigingen. Op 12 september 1956 wordt de Studentensociëteit Huesca opgericht onder de zinspreuk "Mijn nacht kent geen duisternis".
De eerste sociëteit ligt aan de Walenburgerweg en wordt in 1957 in gebruik genomen. De tweede dag na ingebruikname gaat het pand bijna op in vlammen door een schoorsteenbrand. In 1970 wordt de sociëteit aan de Walenburgerweg vervangen door de nieuwe sociëteit aan de Vondelweg. Tot 1972 is er naast de vereniging een stichting (Stichting Huesca) waarin het beheer van de sociëteit is ondergebracht, elk met een eigen bestuur. Sinds dat jaar is er één College van Bestuur voor vereniging en sociëteit. Op 30 november 1985 neemt de vereniging haar intrek in haar huidige pand aan de Infirmeriestraat. Tot op de dag van vandaag doet deze oude pillenfabriek dienst als trouwe sociëteit. Circa iedere 15 jaar vindt een verbouwing plaats zodat het pand met de vereniging mee kan groeien, de laatste verbouwing vond plaats met oog op het 100-jarig bestaan en is eind 2014 afgerond.

## Interne structuur
Wanneer een student lid wordt bij de vereniging vormt hij of zij in de eerste maanden een (ongemengde) jaarclub met 11 à 15 andere eerstejaars. In het tweede jaar heeft het lid dan de mogelijkheid om bij een dispuut te gaan. Disputen zijn ongemengd, ofwel gescheiden op basis van sekse. 

## Bekende (oud-)leden
- Peter Bakker (CEO TNT)
- Lucas Bolsius (burgemeester Amersfoort)
- Joost Eerdmans (lid Tweede Kamer, wethouder)
- Steven van Eijck (staatssecretaris van Financiën)
- Geert Jan Hamilton (griffier Eerste Kamer en griffier Tweede Kamer)
- Jan Kees de Jager (minister van Financiën, CFO van KPN)
- Hans Klein Breteler (lid Eerste Kamer)
- Ruud Lubbers (minister-president, minister van Economische Zaken)
- Fatima Moreira de Melo (hockeyinternational, presentatrice)
- Hein van Oorschot (burgemeester Delft)
- Peter Paul de Vries (CEO Value8)
- Jan Waaijer (burgemeester Zoetermeer)